# Ortspitz
Ortspitz ist ein Gemeindeteil der Gemeinde Leutenbach im Landkreis Forchheim (Oberfranken, Bayern).

## Geografie
Das im äußersten Südwesten der Wiesentalb gelegene Dorf befindet sich etwas weniger als zwei Kilometer südöstlich des Ortszentrums von Leutenbach und liegt auf einer Höhe von 480 m ü. NHN.

## Geschichte
Bis zum Beginn des 19. Jahrhunderts unterstand Ortspitz der Landeshoheit des Hochstifts Bamberg. Die Dorf- und Gemeindeherrschaft war innerhalb des Hochstifts umstritten: Sie wurde zum einen vom St. Egidienspital Bamberg beansprucht, einem Mediat des bambergischen Amtes Forchheim, Zum anderen forderte das Amt Forchheim in seiner Funktion als Vogteiamt dieses Herrschaftsrecht für sich selbst ein. Das gleiche Amt übte auch die Hochgerichtsbarkeit in seiner Rolle als Centamt aus.
Als das Hochstift Bamberg infolge des Reichsdeputationshauptschlusses 1802/03 säkularisiert und unter Bruch der Reichsverfassung vom Kurfürstentum Pfalz-Baiern annektiert wurde, wurde Ortspitz ein Bestandteil der bei der „napoleonischen Flurbereinigung“ in Besitz genommenen neubayerischen Gebiete.
Durch die Verwaltungsreformen zu Beginn des 19. Jahrhunderts im Königreich Bayern wurde Ortspitz mit dem Zweiten Gemeindeedikt 1818 ein Gemeindeteil der Ruralgemeinde Mittelehrenbach. Im Zuge der Gebietsreform in Bayern wurde Ortspitz mit der Gemeinde Mittelehrenbach am 1. Mai 1978 in die Gemeinde Leutenbach eingegliedert.

## Verkehr
Etwas einen halben Kilometer südlich des Ortes verläuft die von Mittelehrenbach nach Haidhof führende Kreisstraße FO 36. Zwei Gemeindeverbindungsstraßen verbinden Ortspitz mit dieser Straße, eine dritte führt in westlicher Richtung den Albabstieg hinab, wo sie in eine weitere Gemeindeverbindungsstraße mündet. Der ÖPNV bedient das Dorf an einer Haltestelle der Buslinie 226 des VGN in Richtung Forchheim und in die Gegenrichtung nach Egloffstein. Die nächstgelegenen Bahnhöfe befinden sich in Wiesenthau an der Wiesenttalbahn sowie in Gräfenberg, dem Endpunkt der Gräfenbergbahn.

## Sonstiges
Nach der Schließung des Dorfgasthauses übernahm zunächst der örtliche Feuerwehrverein die Ausrichtung der Kirchweih. Ein für diesen Zweck gegründeter Geselligkeitsverein übernahm diese Aufgabe im Jahr 1992 und richtet seither eine Zeltkirchweih aus.